# 臺北市內湖社區大學
臺北市內湖社區大學，簡稱內湖社大，為臺灣臺北市內湖區的社區大學，位於內湖科技園區內，校門口即為台北捷運文湖線之港墘站2號出口。
該校使用內湖高工的校舍，內湖高工歷任校長對社區推動成人學習之理念非常贊同，故對社區大學工作之推動給予非常多之協助。
內湖社區大學於2010年12月成立內湖區社區學習服務中心，成為整合內湖地區學習資源與學習資訊的平台，並為提升社區終身學習人口，推動全民參與終身學習而努力。

## 辦學理念
臺北市政府教育局為推動成人終身學習之理念，於市內12個行政區利用既有之國中、高中校舍設立社區大學。
當時王建煊任財團法人愛心第二春文教基金會 （页面存档备份，存于）董事長，認為社區大學是社會安定的力量，故由基金會申請辦理社區大學業務。
內湖社區大學設立時即設定辦學理念為:用愛深耕內湖

## 辦學願景
內湖社學的辦學願景：「建構優質的終身學習平台，推動全民參與的公民社會」

## 歷任校長
| 屆任  | 姓名   | 任職時間                 | 備註 |  |
| ----- | ------ | ------------------------ | ---- |  |
| 第1任 | 王建煊 | 2003年2月～2008年2月1日  | 請辭 |  |
| 第2任 | 高希均 | 2008年2月～2010年2月30日 | 請辭 |  |
| 第3任 | 林金銘 | 2010年2月～2022年2月28日 | 請辭 |  |
| 第4任 | 張芳德 | 2022年3月1日～           |      |  |

## 外部連結
- 內湖社區大學 （页面存档备份，存于）
- 財團法人愛心第二春文教基金會 （页面存档备份，存于）
- 臺北市立內湖高級工業職業學校
- 臺北市教育局
- 臺北市社區大學聯網 （页面存档备份，存于）